# Die Waffen der Frauen
Die Waffen der Frauen (Originaltitel: Working Girl) ist ein US-amerikanischer Film aus dem Jahr 1988 des Regisseurs Mike Nichols. Das Drehbuch schrieb Kevin Wade. Die Hauptrollen spielten Melanie Griffith, Harrison Ford und Sigourney Weaver.

## Handlung
Tess McGill wohnt auf Staten Island, sie fährt täglich mit der Staten Island Ferry zur Arbeit nach Manhattan; am Anfang des Films wird ihr Arbeitsweg zum Klang des Songs Let the River Run gezeigt. Die aus einfachen Verhältnissen stammende Tess hat auf der Abendschule einen Abschluss in Betriebswirtschaft gemacht, arbeitet aber zunächst nur als Sekretärin in einer Aktien-Broker-Abteilung im Financial District. Ihre Kollegen Lutz und Turkel bieten ihr die Vermittlung eines „tollen Jobangebots“ an, der neue mögliche Vorgesetzte Bob Speck erweist sich aber als sehr unseriös – er macht ihr sexuelle Avancen. Als die Kollegen darüber nur lachen, beleidigt sie sie und schmeißt den Job hin. Von der Personalmanagerin des Unternehmens bekommt Tess ihre letzte Chance: Sie soll für Katharine Parker, Leiterin der Abteilung „Fusion und Akquisition“, als Assistentin arbeiten.
Katharine erklärt ihr, sie setze auf Teamarbeit und ein gemeinsames Fortkommen beider Frauen. Tess bittet Katharine um Rat bezüglich ihrer Idee, dass der Konzern von Oren Trask statt, wie geplant, einen Fernsehsender besser einen Radiosender kaufen sollte, was Trasks Konzern deutliche Vorteile bringen würde.
Privat ertappt sie kurz darauf ihren Freund Mick bei einem Seitensprung und zieht aus der gemeinsamen Wohnung aus. Dabei wird sie von ihrer Freundin Cyn unterstützt.
Als Katharine Parker zum Skiurlaub verreist, bricht sie sich dort ein Bein und landet im Krankenhaus. Aus ihrem Krankenzimmer, welches zum Mittelpunkt des gesellschaftlichen Lebens im Krankenhaus wird, ruft sie Tess an und bittet sie, auf ihre Wohnung aufzupassen. Tess stellt dort fest, dass Parker ihre Idee geklaut und sie ihrem Geschäftspartner Jack Trainer als die eigene vorgestellt hatte. Tess lernt Jack Trainer kennen, sie verlieben sich ineinander, und gemeinsam mit ihm arbeitet sie an der Planung der Transaktion. Eigentlich wollte Oren Trask einen Fernsehsender kaufen, aber Tess überzeugt Trask, die Pläne zu ändern.
Katharine Parker kommt nach New York zurück, wird von Tess vom Hubschrauberlandeplatz abgeholt und in ihre Wohnung gebracht. Tess eilt zu einer entscheidenden Besprechung, vergisst aber in der Eile ihr Notizbuch in Katharines Wohnung. Diese entdeckt die Vorbereitungen sowie Tess' Beziehung zu Jack, der bisher Katharines Lebenspartner war. Katharine kommt zur Sitzung, stellt Tess als „nur meine Sekretärin“ bloß und verdrängt sie aus der Verhandlungsrunde. Katharine behauptet, selbst auf die Ideen gekommen zu sein; Tess habe diese gestohlen. Tess wird entlassen, kann aber durch die Kenntnis der Hintergrundinformationen Trask überzeugen, die wahre Ideengeberin zu sein. Trask bewundert Tess’ Mut, sorgt für Parkers Entlassung wegen ihres Betrugs und stellt Tess ein. Tess und Jack ziehen daraufhin zusammen.
Am ersten Arbeitstag erwartet Tess, wieder als Sekretärin beschäftigt zu werden. Zu ihrer Überraschung stellt sie fest, dass sie für Trask als Managerin arbeitet. Erfreut ruft sie Cyn an und berichtet darüber.
1. ↑  Tess arbeitet wohl bei einem Unternehmen, das unter anderem Consulting im Bereich „Fusion und Akquisition“ anbietet; es ist unklar, ob Oren Trasks Konzern dort zuvor bereits Kunde war.

## Kritiken
Das Lexikon des internationalen Films schrieb, der Film sei ein „hintergründiges soziales Märchen aus der von Männern dominierten Finanzwelt New Yorks, das in der Perfektion von Regie und Darstellern an klassische Komödienvorbilder“ erinnere.

## Auszeichnungen
Der Film gewann für den Titelsong Let the River Run, gesungen von Carly Simon, den Oscar für den Besten Song. Er wurde für den gleichen Preis in weiteren Kategorien nominiert, darunter Bester Film (Douglas Wick), Beste Hauptdarstellerin (Melanie Griffith), Beste Nebendarstellerin (Joan Cusack und Sigourney Weaver) sowie Beste Regie (Mike Nichols).
Melanie Griffith, Sigourney Weaver und Carly Simon als Autorin des Songs Let the River Run gewannen den Golden Globe Award, mit dem der Film als Beste Komödie ebenfalls ausgezeichnet wurde. Mike Nichols als Regisseur und Kevin Wade als Drehbuchautor wurden für den Golden Globe nominiert.
Für den britischen BAFTA Award erhielt der Film Nominierungen in den Kategorien Beste Hauptdarstellerin, Beste Nebendarstellerin und Beste Filmmusik.
Carly Simon gewann den Grammy Award. Joan Cusack gewann den American Comedy Award.